# Cloud Hearts
Cloud Hearts Co., Ltd. (株式会社クラウドハーツ Kabushiki-gaisha Cloud Hearts?) es un estudio de animación japonés con sede en Suginami, Tokyo.

## Historia
El estudio se fundó el 1 de junio de 2021 y Yokohama Animation Laboratory actúa como socio de cooperación del estudio.

## Obras

### Series de anime
| Año  | Título                                  | Director        | Fecha de primera transmisión | Fecha de última transmisión | Eps. | Notas | Refs.             |
| ---- | --------------------------------------- | --------------- | ---------------------------- | --------------------------- | ---- | --- | ----------------- |
| 2023 | Hyōken no Majutsushi ga Sekai wo Suberu | Masahiro Takata | 6 de enero de 2023           | 23 de marzo de 2023         | 12   | Adaptación de la novela ligera escrita por Nana Mikoshiba e ilustrada por Riko Korie.                                                                               | [ 3 ]             |
| 2023 | Seija Musō                              | Masato Tamagawa | 7 de julio de 2023           | 29 de septiembre de 2023    | 12   | Adaptación de la novela ligera escrita por Broccoli Lion e ilustrada por Sime. Coproducción junto a Yokohama Animation Laboratory.                                  | [ 4 ]             |
| 2024 | The New Gate                            | Tamaki Nakatsu  | 14 de abril de 2024          | 30 de junio de 2024         | 12   | Adaptación de la novela ligera escrita por Shinogi Kazanami e ilustrada por Makai no Jūnin, KeG y Akira Banpai. Coproducción junto a Yokohama Animation Laboratory. | [ 5 ] [ 6 ] [ 7 ] |
| 2024 | Sasayaku Yō ni Koi wo Utau              | Akira Mano      | 14 de abril de 2024          | 28 de diciembre de 2024     | 12   | Adaptación del manga escrito e ilustrado por Eku Takeshima. Coproducción junto a Yokohama Animation Laboratory.                                                     | [ 8 ] [ 9 ]       |